# Одеський обласний комітет ЛКСМУ
Одеський обласний комітет ЛКСМУ (комсомолу) — орган управління Одеською обласною комсомольською організацією Ле́нінської Комуністи́чної Спі́лки Мо́лоді Украї́ни (ЛКСМУ) (1932–1991 роки). Одеська область утворена 27 лютого 1932 року з Одеської округи УСРР.

## Перші секретарі обласного комітету (обкому)
- 22 червня 1932 — 15 серпня 1932 — Терещенко Л.М.
- 15 серпня 1932 — 27 квітня 1934 — Краєвський Йосип Еварестович
- 27 квітня 1934 — 23 грудня 1936 — Козодеров Федір Павлович
- 23 грудня 1936 — 4 серпня 1937 — Матвеєв В.
- 27 жовтня 1937 — 28 листопада 1937 — Варламов Андрій Петрович
- 28 листопада 1937 — 4 червня 1938 — Чорненький Григорій Макарович
- 12 червня 1938 — 23 грудня 1938 — Стаханов П.І.
- 23 грудня 1938 — 11 жовтня 1939 — Кондрашов Іван Георгійович
- 11 жовтня 1939 — 20 вересня 1940 — Щербина Олексій Олексійович
- 20 вересня 1940 — червень 1941 — Соломатін М.Д.
- березень 1943 — 30 червня 1946 — Іващенко А.Н.
- 1 липня 1946 — 31 серпня 1949 — Кардашов Олександр Васильович
- 1 вересня 1949 — 24 травня 1951 — Федоров Віль Олександрович
- 24 травня 1951 — 25 грудня 1957 — Богданчик Володимир Олексійович
- січень 1958 — 24 березня 1961 — Боднарчук Володимир Гнатович
- 25 березня 1961 — січень 1963 — Стеценко Євген Іванович
- січень 1963 — грудень 1964 (промисловий) — Чернявський Микола Борисович
- січень 1963 — грудень 1964 (сільський) — Гінкул Василь Парфентійович
- грудень 1964 — 24 лютого 1966 — Чернявський Микола Борисович
- 25 лютого 1966 — 30 травня 1968 — Ревенко Григорій Іванович
- 6 червня 1968 — 4 червня 1973 — Якубовський Олексій Петрович
- 4 червня 1973 — 4 серпня 1978 — Боделан Руслан Борисович
- 4 серпня 1978 — 21 червня 1984 — Давидов Валентин Михайлович
- 21 червня 1984 — 23 серпня 1986 — Соколов Юрій Дмитрович
- 13 вересня 1986 — 8 вересня 1990 — Гриневецький Сергій Рафаїлович
- 8 вересня 1990 — вересень 1991 — Левчук Володимир Володимирович